# بيل إبني (ملك)
بيل ابني (703-700 ق م) هو أرستقراطي كلداني من طبقة النبلاء اختاره الملك الاشوري سنحاريب ليكون ملكا للكلدانيين في بابل خلف لمردوخ ابلا ايدينا الثاني وحكم بابل لمدة ثلاث سنوات.
شعر سنحاريب بضرورة وضع ملك كلداني في بابل من أجل إخماد ثورات الكلدان ضد احتلال الاشوري لهم، فاختار ارستقراطي شاب من بابل.
لكن كان من الصعب على الكلدان تقبل الاحتلال الاشوري لهم فثار الملك الكلداني بيل إبني ضد الآشوريين وقرر التعاون مع العيلاميون في سبيل القضاء على على مملكة آشور، إلا أنه فشل في ذلك فتمكن الملك الاشوري سنحاريب من عزله ووضع ابنه اشور نادين شومي مكانه ملكا على بابل.